# Hà bá Trung Quốc
Hà bá Trung Quốc (danh pháp khoa học: Nyssa sinensis) là một loài thực vật có hoa trong họ Cornaceae. Loài này được Oliv. miêu tả khoa học đầu tiên năm 1891.